# 17 cm SK L/40 i.R.L. auf Eisenbahnwagen
Il 17 cm Schnelladekanone Länge 40 in Räder-Lafette auf Eisenbahnwagen "Samuel", abbreviato in 17 cm SK L/40 i.R.L. auf Eisenbahnwagen, era un cannone ferroviario tedesco derivato dal cannone pesante ruotato 17 cm SK L/40 i.R.L. di origine navale. Fu impiegato durante la prima guerra mondiale.

## Storia
Il 17 cm Schnelladekanone Länge 40 in Räder-Lafette o 17 cm L/40 i.R.L. era un cannone pesante che Deutsches Heer (Esercito tedesco) realizzò incavalcando su appositi affusti ruotati i cannoni navali 17 cm SK L/40, sbarcati dalle pre-dreadnought della Kaiserliche Marine classe Braunschweig e classe Deutschland.
Questo complesso, che necessitava inoltre di una piattaforma di tiro, si rivelò estremamente pesante, troppo per essere trainato, tanto che doveva essere scomposto in tre carichi. La soluzione fu trovata nel montare il 17 cm SK L/40 i.R.L., completo di affusto, su un carro ferroviario, in modo da incrementarne la mobilità strategica. La piattaforma di tiro (Bettungslafette) fu usata come modello per il sottoaffusto che connetteva affusto e pianale ferroviario. Il pezzo così ottenuto fu ribattezzato 17 cm Schnelladekanone Länge 40 in Räder-Lafette auf Eisenbahnwagen o semplicemente "Samuel".
All'inizio del 1917 sul Fronte occidentale erano in servizio 30 pezzi, organizzati in 15 batterie, ognuna con due cannoni. Otto batterie parteciparono nel 1918 all'Offensiva di primavera. Sei pezzi furono catturati in Belgio ed altri due dall'Esercito francese nell'ottobre 1918. Altri 14 furono demoliti nel 1922 per ordine della Commissione militare interalleata di controllo.

## Tecnica

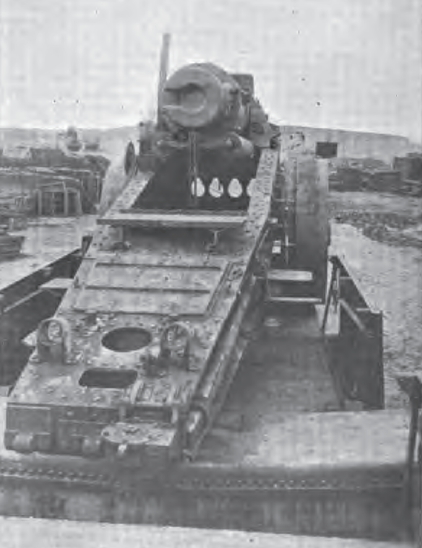
Vista posteriore del pezzo. Visibile in basso la guida semicircolare per il brandeggio.

Il 17 cm SK L/40 i.R.L., con il suo affusto a ruote, era posizionato su un carro ferroviario con due carrelli a due assi e pianale ribassato tramite un sistema che ne permetteva il brandeggio. Sul piano di appoggio le ruote poggiavano su un anello metallico; al centro dell'anello era posizionato un grosso perno, collegato da tiranti elastici alla coda dell'affusto, che a sua volta brandeggiava su una guida metallica semicircolare. Il brandeggio era comandato da un ingranaggio che impegnava una cremagliera posta sul lato esterno della guida.
Per eccessive sollecitazioni al carro, venivano posizionati dei cunei di ghisa tra le traversine ferroviarie ed i corrispondenti supporti sotto il pianale, in modo che durante il fuoco il peso gravasse su questi invece che sul rodiggio.
Il settore di tiro era di 45°, mentre il brandeggio era limitato ad 8°. Se necessitava un maggiore settore orizzontale, il cannone poteva essere sbarcato dal carro ferroviario ed usato a terra come l'originale 17 cm SK L/40 i.R.L. sulla sua piattaforma di tiro, che era sempre trasportata su un altro carro del convoglio.

## Munizionamento
Le munizioni del cannone erano caricate da due serventi, usando una cucchiaia che si agganciava alla culatta; poi il proietto e le cariche venivano calcate manualmente. La munizione era di tipo navale, del tipo semi-fissa: la carica era contenuta in un bossolo metallico, mentre le cariche aggiuntive erano contenute in sacchetti di tela.
| Nome                              | Peso del proietto | Carica esplosiva | Velocità alla volata | Gittata  |
| --------------------------------- | ----------------- | ---------------- | -------------------- | -------- |
| Sprenggranate L/3 Kz.             | 64 kg             | 3,4 kg HE        | 785 m/s              | 16,900 m |
| Sprenggranate L/4.7 Kz. mit Haube | 62,8 kg           | 6,5 kg HE        | 815 m/s              | 24,020 m |